# ブリーダーズカップ・ジュヴェナイルスプリント
ブリーダーズカップ・ジュヴェナイルスプリント（Breeders' Cup Juvenile Sprint）とはアメリカ競馬の祭典であるブリーダーズカップ・ワールド・サラブレッド・チャンピオンシップの1日目に施行されていた競走。2歳牡馬・牝馬によるダート6ハロンの競走で、2011年と2012年のみ行われた。日本では、他の競走に倣ってBCジュヴェナイルスプリント（ビーシー - ）と簡略化されることが多い。
アメリカにおける2歳短距離路線のチャンピオン決定戦を目指して創設されたが出走馬のレベル、出走頭数とも低調だったため、わずか2年で廃止された。ブリーダーズカップ史上初めてプログラムから除外された競走となった。

## 歴史
- 2011年 創設。当初は国際グレードなしで行われる（国際グレードに指定されるための条件に満たないため）。
- 2013年 廃止。出走馬の質、量とも想定より低かったこと、出走馬が分散してブリーダーズカップジュヴェナイルのレベルを下げてしまったことを理由にこの年から行われないこととなった。

### 開催競馬場
| 回数  | 開催競馬場               | 施行距離 |
| ----- | ------------------------ | -------- |
| 第1回 | チャーチルダウンズ競馬場 | ダート6f |
| 第2回 | サンタアニタパーク競馬場 | ダート6f |

### 歴代優勝馬
| 回数  | 施行日        | 調教国・優勝馬 | 日本語読み           | 性齢 | タイム  | 優勝騎手     | 管理調教師   |
| ----- | ------------- | -------------- | -------------------- | ---- | ------- | ------------ | ------------ |
| 第1回 | 2011年11月4日 | Secret Circle  | シークレットサークル | 牡2  | 1:10.52 | R.ベハラーノ | B.バファート |
| 第2回 | 2012年11月2日 | Hightail       | ハイテイル           | 牡2  | 1:09.75 | R.マラージ   | D.ルーカス   |